# Suka Merindu (Semidang Gumay)
Suka Merindu is een bestuurslaag in het regentschap Kaur van de provincie Bengkulu, Indonesië. Suka Merindu telt 423 inwoners (volkstelling 2010).